# Pholidophoriformes
Die Pholidophoriformes sind eine ausgestorbene Knochenfischordnung aus der Klasse der Strahlenflosser (Actinopterygii). Die Gruppe lebte von der Obertrias bis zur Unterkreide. Das Maximum ihrer Formenvielfalt hatten sie im Oberjura.

## Merkmale
Die meisten Pholidophoriformes waren kleinwüchsig und schlank. Ihre Schuppen waren dünn und hatten noch eine sehr schwache Ganoinschicht. Rücken- und Afterflosse waren klein, die Schwanzflosse heterocerk. Die Kiefer waren kurz und mit spitzen, kleinen Zähnen besetzt. Über dem Maxillare befanden sich zwei Supramaxillare. Das Prämaxillare war nach vorn geschoben und klein. Der Unterkiefer war meist ohne Präartikulare und immer ohne Coronide.

## Systematik
Die Pholidophoriformes sind wahrscheinlich eine polyphyletische Gruppe urtümlicher Echter Knochenfische (Teleostei). Einige ihrer Familien könnten einen gemeinsamen Ursprung mit den Leptolepiformes in der Trias haben, andere unabhängig von ersteren gemeinsame Vorfahren mit den Elopomorpha und den Knochenzünglerähnlichen (Osteoglossomorpha) in der Trias oder im Jura. Eventuell finden sich in der Gruppe auch die Vorfahren der meisten rezenten Teleostei.

## Familien
- Archaeomaenidae
- Ichthyokentemidae
- Oligopleuridae
- Pholidophoridae
- Pleuropholidae